# Beusichemseweg
De Beusichemseweg is een straat in de Nederlandse plaatsen Houten en 't Goy, gemeente Houten. De straat loopt vanaf de Beusichemsetuin in Houten richting 't Goy over het Amsterdam-Rijnkanaal tot aan de Lekdijk die parallel loopt aan de rivier de Lek. Het eerste stuk Beusichemseweg is ca. 300 meter lang en het tweede gedeelte ca. 6,5 km.
Er bevinden zich enkele monumentale boerderijen alsook de R.K. kerk O.L.V. Hemelvaart aan de Beusichemseweg in 't Goy.

## Geschiedenis
De Beusichemseweg liep vroeger vanaf het Oude Dorp Houten tot aan Beusichem. Hele stukken van de Beusichemseweg hebben binnen Houten nu nieuwe namen gekregen. Dit begint al vanaf de Koppeling waar het eerste stuk de naam Hofspoor kreeg. Dan volgt er een kort stukje Beusichemseweg met daaraan 7 huizen. Hierna verandert de naam in Smalspoor gevolgd door Staatsspoor om vervolgens weer Beusichemseweg te gaan heten. Daarna volgt er nog een kort stukje met de naam Bloesemtuin en heeft het van daaruit de oorspronkelijke naam weer terug van Beusichemseweg.

## Fotogalerij

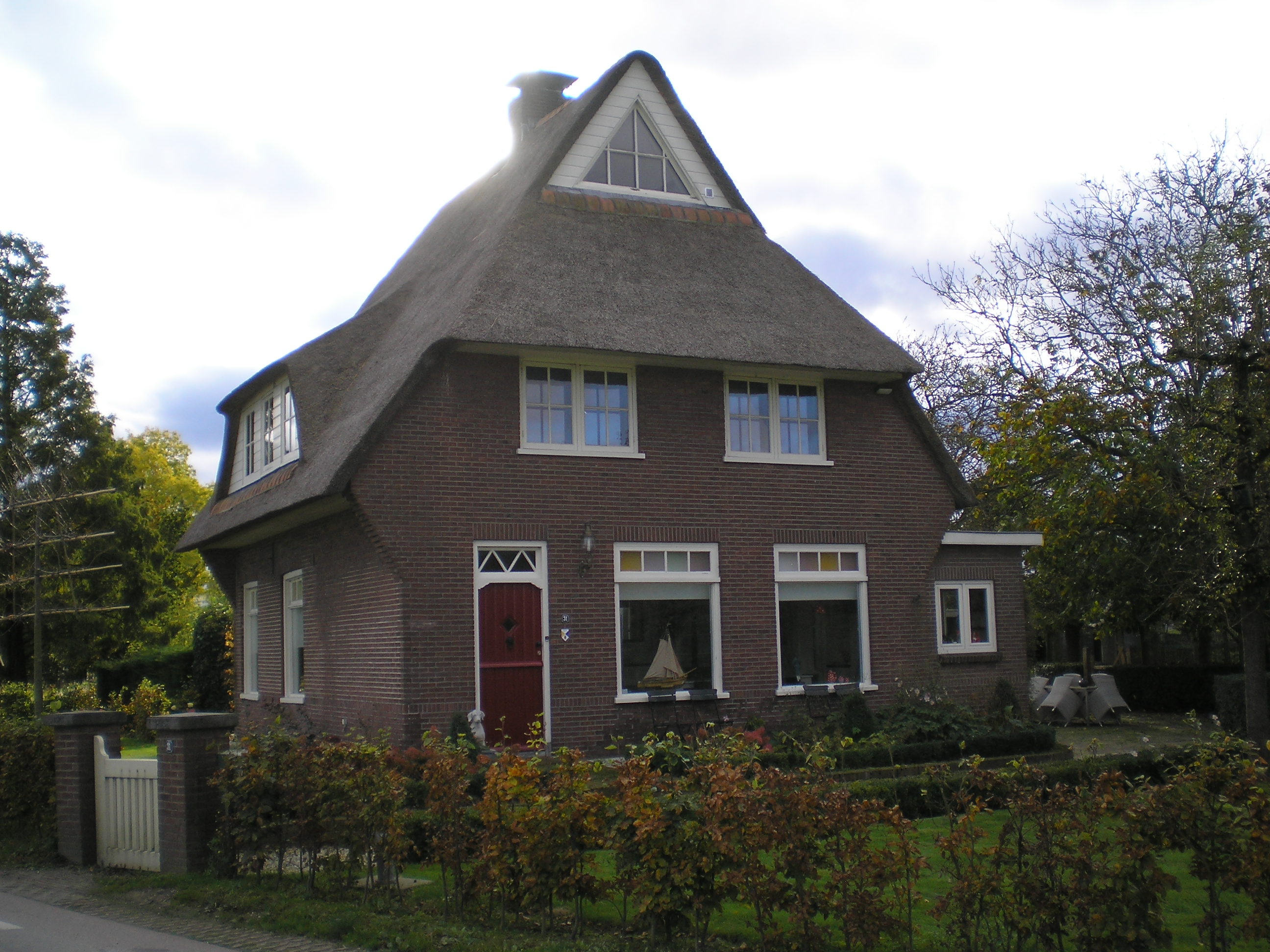
Beusichemseweg 31 in 't Goy (monument)
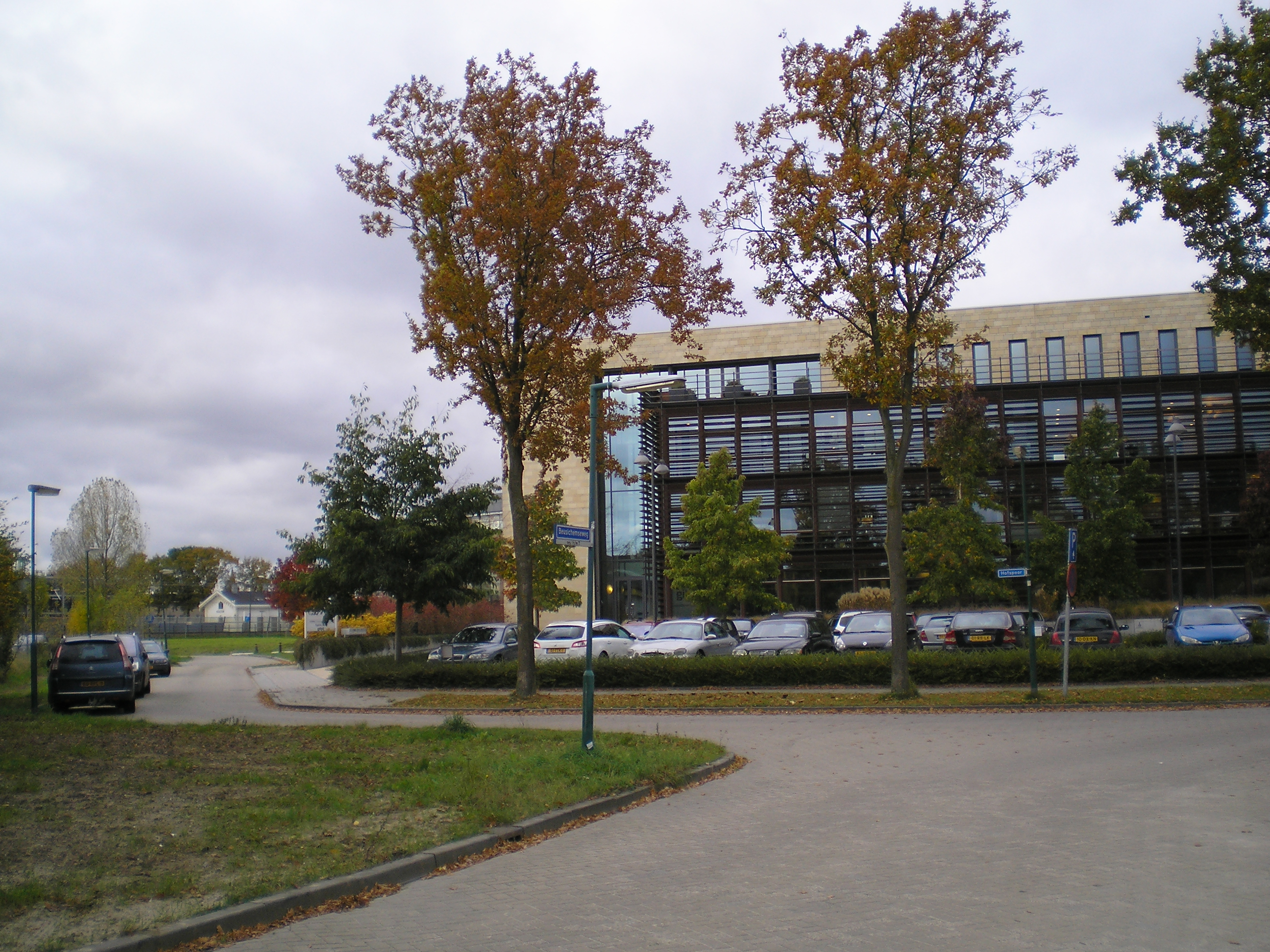
Beusichemseweg in Houten met links op de achtergrond Het Oude Station en rechts de Rabobank
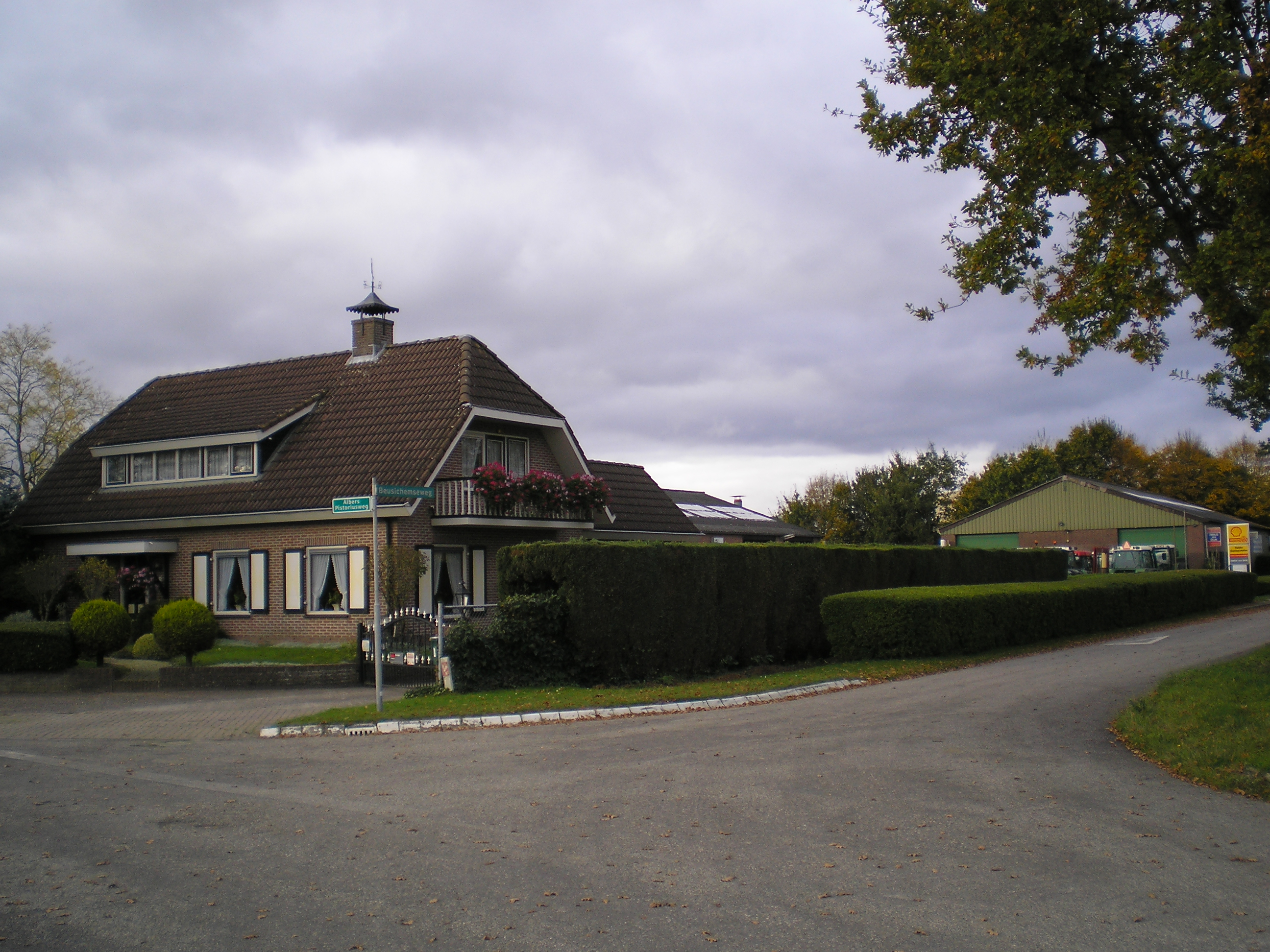
Beusichemseweg hoek Albers Pistoriusweg en Smalspoor
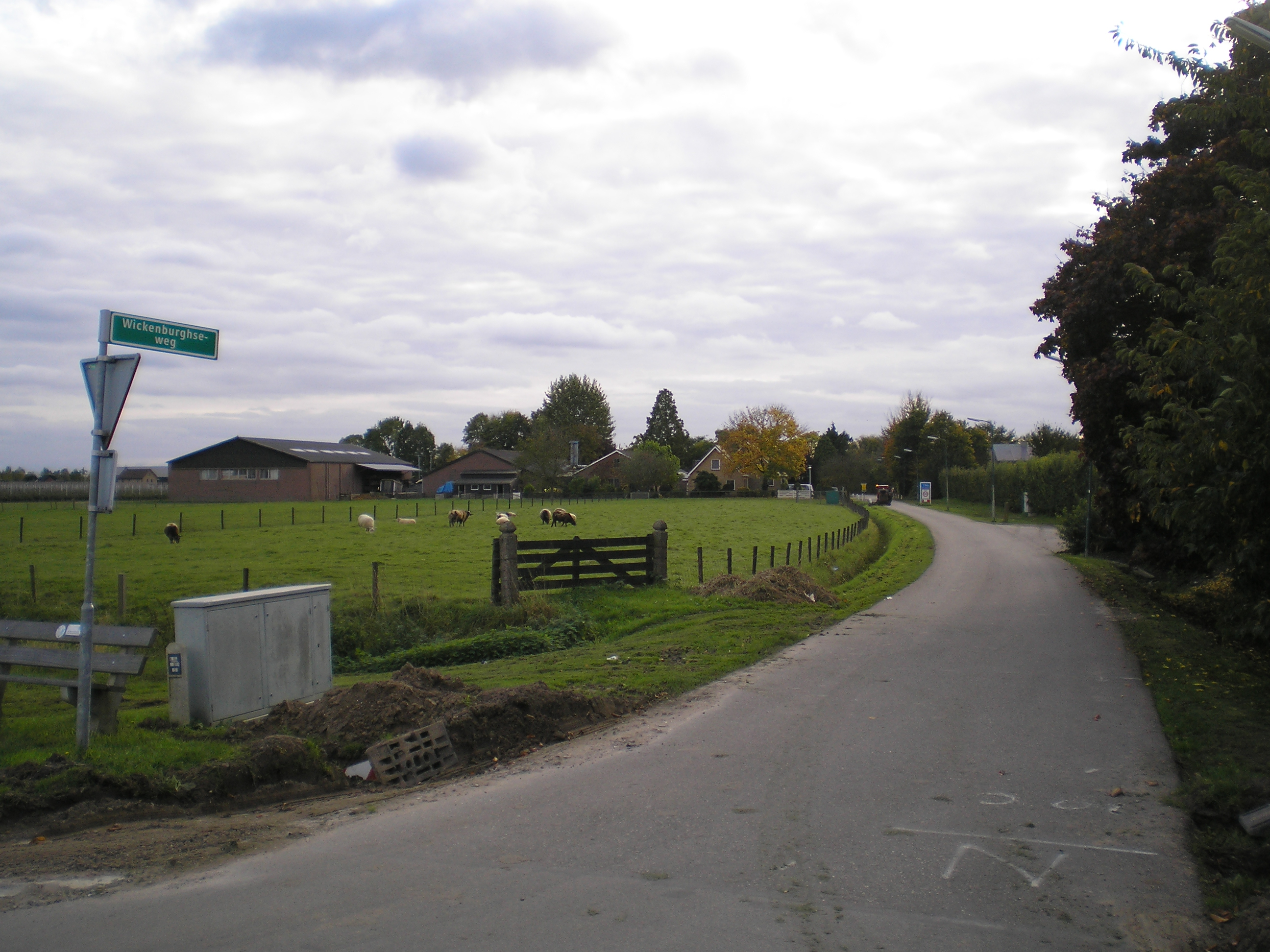
Wickenburghseweg hoek Beusichemseweg

Beusichemseweg ·
Burgemeester Wallerweg ·
De Poort ·
Heemsteedseweg ·
Herenweg ·
Houtensewetering ·
Koningin Julianastraat ·
Loerikseweg ·
Lupine-oord ·
Notengaarde ·
Oud Wulfseweg ·
Plein ·
Prins Bernhardweg ·
Staatsspoor ·
Stationserf ·
Tiellandtspad ·
Vlierweg ·
Weteringhout